# Paolo Eleuteri Serpieri

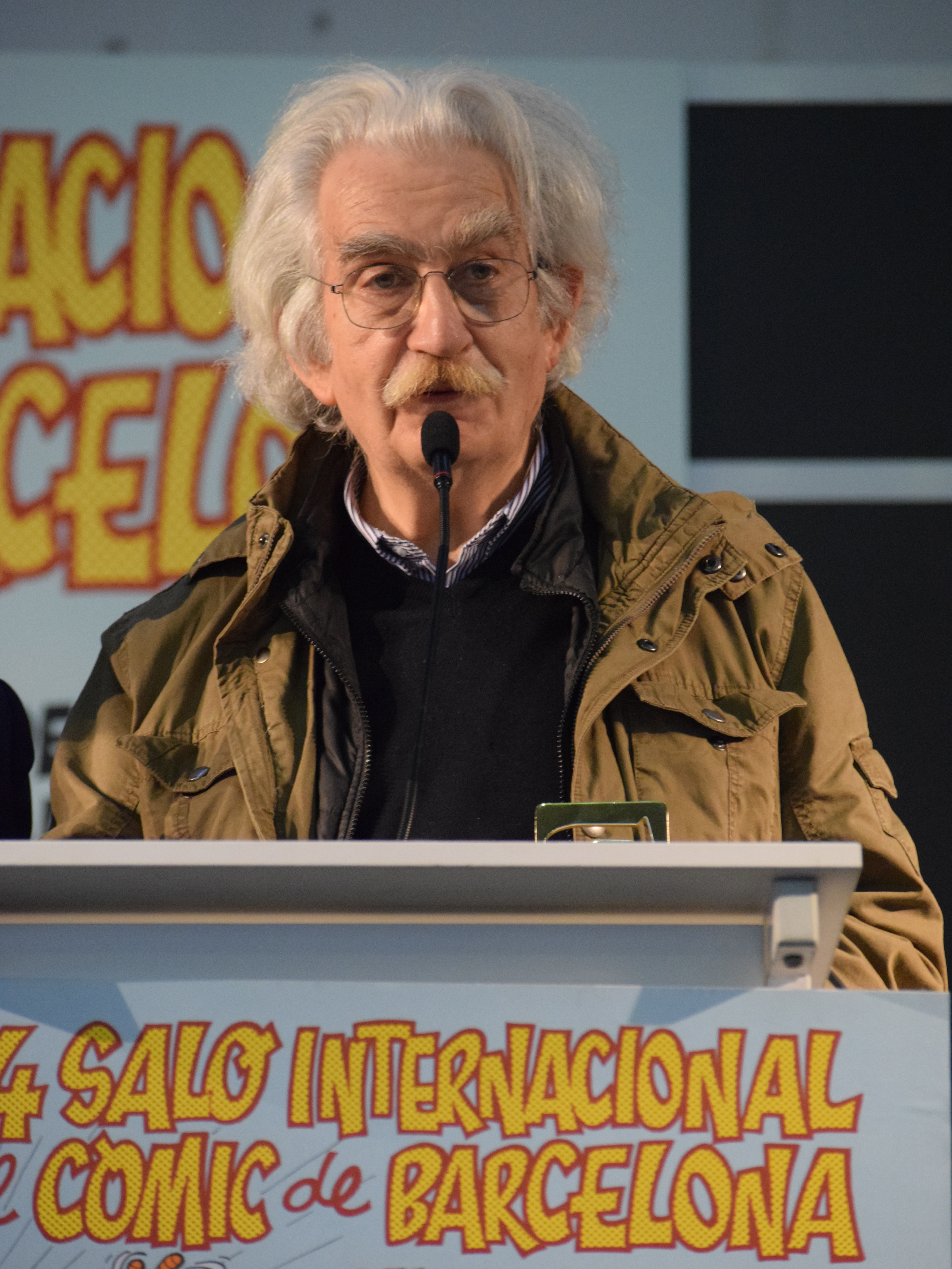
Paolo Eleuteri Serpieri (2016)

Paolo Eleuteri Serpieri (* 29. Februar 1944 in Venedig) ist ein italienischer Comiczeichner.

## Werdegang
Serpieri lebt seit jungen Jahren in Rom, wo er Malerei und Architektur studierte. Als Maler wurde er ein Schüler von Renato Guttuso, den er heute noch als Meister verehrt. Er lehrt heute am Istituto d’Arte della capitale. 1966 begann er eine Karriere als Maler, begleitet von guten Kritiken.
Zusammen mit Raffaele Ambrosio betrat Serpieri 1975 die Welt der Comics, indem er einige Storys über die Geschichte des Wilden Westens für die Magazine Lancio Story und Scorpio zeichnete. Als großer Fan des Genres Western arbeitete er ab 1980 mit an der Sammlung Histoire du Far West von Larousse. Er war außerdem einer von mehreren Zeichnern der Larousse-Reihe Découvrir la Bible (dt.: „Entdecke die Bibel“). Auch zeichnete er Kurzgeschichten für Magazine wie L’Eternauta, Il Fumetto und Orient-Express.
1985 schlug Serpieri ein neues Kapitel seines Schaffens auf mit der Schaffung der üppigen, lüsternen, freiheitsliebenden, erotischen Comicfigur Druuna, die in einer verkommenen, bizarren Science-Fiction-Welt erotische und schmerzliche Abenteuer erlebt. Beginnend mit dem Band Morbus Gravis („schwere Krankheit“) schuf er acht Alben, die in zwölf Sprachen über eine Million Mal verkauft wurden. Er selbst tritt mit seinem alter ego „Doc“ ebenfalls in den Abenteuern auf.
Als künstlerische Freunde nannte Eleutieri Serpieri die Comiczeichner Enki Bilal und Philippe Druillet.

## Werke
- Frauen im Westen (1978–1980)
- Lakota (1978)
- L’homme médecine (1979–1982)
- Histoire du Far West (1980–1981)
  - Heft 2: Sitting Bull – Crazy Horse (Text: Jean Ollivier)
  - Heft 6: Tecumseh face aux Visages pâles (Text: Mino Milani)
  - Heft 19: La danse des esprits (Text: Mino Milani)
  - Heft 26: L’épopée des Mormons (Text: Frank Giroud)
  - Heft 34: Little Big Horn
- Die weiße Indianerin (1983)
- Entdecke die Bibel (1983–1984)
  - Beiträge von Serpieri in den Bänden 1, 3 und 7
- Druuna (1985–2018)
- Saria (2007)

## Auszeichnungen
- 1995: Harvey Award[3] für das Album Carnivora (Druuna)